# Need for Speed III : Poursuite infernale
Ne doit pas être confondu avec Need for Speed: Hot Pursuit.
Need for Speed III : Poursuite infernale (titre original en anglais : Need for Speed III: Hot Pursuit) est un jeu vidéo de course sorti en 1998, produit par EA Canada et édité par Electronic Arts. Il s'agit du troisième titre de la série des Need for Speed.

## Système de jeu
Ce troisième Need for Speed propose de se mettre au volant de voitures prestigieuses, réparties en 3 catégories selon leur puissance. 9 circuits sont disponibles, dont un bonus. Chaque circuit existe en version simple ou difficile, avec un tronçon commun comprenant la ligne de départ.  Les circuits faciles se parcourent de jour tandis que les circuits difficiles sont plus longs, plus sinueux, étroits et avec une mauvaise visibilité.  
| Circuit facile                                                                             | Circuit difficile                             |
| ------------------------------------------------------------------------------------------ | --------------------------------------------- |
| Hometown : Campagnard, automnal                                                            | Country Woods : Campagnard, hivernal          |
| Redrock Ridge : Désertique                                                                 | Lost canyon : Désertique, crépusculaire       |
| Atlantica : Urbanisé, futuriste                                                            | Aquatica : Futuriste et côtier, crépusculaire |
| Rocky Pass : Montagnard, forestier                                                         | Summit : Montagnard, hivernal                 |
| Empire city : Circuit bonus urbain et nocturne, court mais tortueux et parsemé d'obstacles |                                               |

Il existe quatre modes de courses :  
- Course libre : Les paramètres de course peuvent être personnalisé à souhait pour le circuit (2, 4 ou 8 tours, de jour ou de nuit, virages inversés ou non et parcours du circuit en sens inverse ou non) ainsi que les paramètres des adversaires : choix du nombre d’adversaires, de la catégorie ainsi que de leur agressivité.  La voiture du pilote peut être également personnalisable au niveau des réglages moteurs et de la couleur ainsi que des aides au pilotage.
- Poursuites : le joueur est poursuivi par la police, qu'il devra semer tout en arrivant avant son rival. Ce principe sera repris plus tard dans quasiment tous les NFS. Le joueur peut également incarner le policier et arrête alors les autres pilotes.  Remporter toutes les poursuites sans être arrêté débloque la El Niño police, et arrêter tous les pilotes sur tous les circuits débloque la Lamborghini Diablo SV police.
- Challenge : 8 adversaires s'affrontent en 2 tours sur chaque circuits et le dernier arrivé est éliminé avant de passer au circuit suivant.  Le circuit final est un nouveau circuit non encore débloqué, et le joueur doit vaincre le dernier pilote pour pouvoir remporter le challenge et débloquer le circuit.  Il remporte au passage la Mercedes SL55 en version facile et la El Niño en difficile.
- Trophée GT : 8 pilotes s'affrontent en 4 tours sur les 8 circuits de base et remportent des points selon leur classement. Remporter le trophée en facile débloque la Jaguar XJR-15 et la Mercedes-Benz CLK GTR en difficile.

Lors d'une course libre, d'une poursuite ou de la première course d'une compétition, le joueur est toujours le dernier sur la grille de départ. Durant les compétitions, l'ordre d'arrivé détermine la position pour la course suivante. Le jeu tient également compte du régime moteur lors du départ. S'il est trop faible la voiture peine à s'élancer, trop haut celle-ci patine et se laisse distancer par les adversaires.  Ce principe sera repris explicitement dans d'autres opus tels que Need For Speed Most Wanted ou Need For Speed Carbon.

## Liste des voitures
Les voitures se répartissent en 3 classes.
 Classe A:
- Ferrari 550 Maranello
- Lamborghini Diablo SV
- El Niño (voiture bonus)
- Italdesign Nazca C2 (sur PS1)
- Italdesign Scighera (sur PC)
- Jaguar XJR-15 (voiture bonus)
- Lister Storm (téléchargeable)
- Mercedes-Benz CLK GTR (voiture bonus sur PC)

Classe B:
- Lamborghini Countach
- Chevrolet Corvette C5
- Chevrolet Corvette C5 Indianapolis 500 Pace Car (Edition Wal-Mart sur PC)
- Ferrari 355 F1 Spider (sur PC)
- Ferrari 355 F1 Berlinetta (sur PS1)
- Ferrari 456 M GT (téléchargeable)

Classe C:
- Aston Martin DB7 (sur PC)
- Jaguar XK8 (sur PC)
- Mercedes-Benz SL600 (sur PC)
- Jaguar XKR (sur PC)
- Spectre R42
- Ford Falcon GT (version PC australienne)
- HSV GT GTS (version PC australienne)

Véhicules de police:
- Chevrolet Corvette C5
- El Niño (bonus)
- Lamborghini Diablo SV (bonus)

Véhicules non-jouables:
- Chevrolet Caprice Classic (sur PS1)
- Eagle Talon
- Ford Crown Victoria
- Ford Falcon EL (sur PC)
- Ford Mustang Cabriolet
- Jeep Commanche
- Jeep Grand Cherokee
- Lamborghini LM002 (sur PS1)
- Land Rover Discovery
- Mazda MX-5
- Mercedes-Benz Unimog
- Plymouth HEMI' Cuda
- Volvo 850